# چوروک‌لو (کوزان)
چوروک‌لو (به ترکی استانبولی: Çürüklü) یک منطقهٔ مسکونی در ترکیه است که در قوزان (ترکیه) واقع شده‌است.